# Harry Tillmann
Harry Tillmann (* 9. März 1912 in Vana-Antsla, Estland; † 25. Oktober 1986 in Gießen) war ein estnischer Veterinärmediziner.

## Leben
1931 bestand Harry Tillmann die Reifeprüfung am Hugo-Treffner-Gymnasium in Tartu und schloss sein Studium 1937 an der Universität Tartu summa cum laude ab. Im September 1948 wurde Harry Tillmann Ordinarius und Direktor der Klinik für Geburtshilfe und Rinderkrankheiten an der Veterinärmedizinischen Fakultät der Humboldt-Universität zu Berlin, wo Tillmann insbesondere für die Chirurgie und die stationären Patienten verantwortlich war.
Am 20. April 1951 wechselte Tillmann an die Klauentierklinik der Freien Universität Berlin. Seine Forschungs-Schwerpunkte fand Tillmann weitgehend in der Andrologie und Gynäkologie. Im Herbst des Jahres 1957 verließ Tillmann die Fakultät und wechselte nach Gießen, wo er bis 1980 als Direktor der Ambulatorischen und Geburtshilflichen Veterinärklinik an der Justus-Liebig-Universität Gießen tätig war.
Harry Tillmann erhielt mehrere Ehrendoktortitel und wurde bekannt für seinen Antibaby-Spray.

## Veröffentlichungen
- Der Kaiserschnitt bei Schwein und Wiederkäuer, Parey, Berlin Hamburg, 1954, S. 102
- Die Schwangerschaftsdiagnose beim Rind, unter Mitwirkung von Johannes Richter, Parey, Berlin Hamburg, 1956, S. 107
- Tiergeburtshilfe, unter Mitwirkung von Gustav Rosenberger, Parey, Berlin Hamburg, 1960, S. 904
- Der Kaiserschnitt in der tierärztlichen Geburtshilfe, unter Mitwirkung von Franz Franz Benesch, Parey, Berlin Hamburg, 1965, S. 147